# Togo i olympiska sommarspelen 2000
Togo deltog i de olympiska sommarspelen 2000 med en trupp bestående av tre deltagare, två män och en kvinnor, men ingen av landets deltagare erövrade någon medalj.

## Friidrott
Herrarnas längdhopp
- Georges Teko Folligan
  1. Kval — 7.40 (gick inte vidare)

Damernas 800 meter
- Direma Banasso
  1. Omgång 1 — 2:13.67 (gick inte vidare)